# Erskine Childers
Erskine Hamilton Childers (født 11. december 1905 i Westminster, London, England, død 17. november 1974 i Phibsborough, Dublin, Irland) var en irsk politiker fra partiet Fianna Fáil, der var Irlands 4. præsident fra 1973 til 1974.